# Norrhavrasjön
Norrhavrasjön är en sjö i Hudiksvalls kommun i Hälsingland och ingår i Delångersåns huvudavrinningsområde. Sjön har en area på 0,169 kvadratkilometer och ligger 131,4 meter över havet. Sjön avvattnas av vattendraget Haverbäcken.

## Delavrinningsområde
Norrhavrasjön ingår i det delavrinningsområde (686940-152947) som SMHI kallar för Nedlagd mätstation. Medelhöjden är 165 meter över havet och ytan är 3,2 kvadratkilometer. Det finns ett avrinningsområde uppströms, och räknas det in blir den ackumulerade arean 21,57 kvadratkilometer. Haverbäcken som avvattnar avrinningsområdet har biflödesordning 2, vilket innebär att vattnet flödar genom totalt 2 vattendrag innan det når havet efter 76 kilometer. Avrinningsområdet består mestadels av skog (77 procent). Avrinningsområdet har 0,16 kvadratkilometer vattenytor vilket ger det en sjöprocent på 5 procent.